# Abd al-Rahman ibn Katir al-Lahmi
Abd al-Rahman ibn Katir al-Lahmi was de wāli van Al-Andalus namens de Omajjaden kalief in Damascus. Hij regeerde van oktober 746 tot januari 747.